# Obława (film 2012)
Obława – polski dramat wojenny z 2012 roku w reżyserii Marcina Krzyształowicza.

## Treść
Lata okupacji podczas II wojny światowej. Kapral Wydra, żołnierz partyzanckiego oddziału, zmaga się nie tylko z Niemcami i polskimi zdrajcami, ale także z własną przeszłością. Obraz odtwarza historię jego zemsty za podstępne zgładzenie przez Niemców jego partyzanckiego oddziału, wskutek zdrady, która okazuje się brzemienna dla losów kilku osób.

## Obsada
(Źródło: Filmpolski.pl)
- Marcin Dorociński – kapral „Wydra”
- Maciej Stuhr – Henryk Kondolewicz
- Sonia Bohosiewicz – Hanna Kondolewiczowa
- Weronika Rosati – sanitariuszka „Pestka”
- Andrzej Zieliński – porucznik „Mak”
- Bartosz Żukowski – Waniek
- Alan Andersz – „Rudzielec”
- Andrzej Mastalerz – kucharz oddziału
- Witold Dębicki – ojciec Kondolewiczowej
- Alicja Bienicewicz – matka Kondolewiczowej
- Dariusz Starczewski – parobek Kondolewiczów
- Dariusz Chojnacki – jeniec
- Grzegorz Wojdon – „Szumlas”
- Jacek Strama – „Ludwina”
- Jerzy Nowak – „Stary Wiarus”
- Anna Guzik – tłumaczka
- Krzysztof Koła – Białas
- Wojciech Skibiński – żandarm w klatce